# اومبرتیده
اومبرتیده (به ایتالیایی: Umbertide) یک کومونه در ایتالیا است که در استان پروجا واقع شده‌است. اومبرتیده ۲۰۰ کیلومتر مربع مساحت و ۱۶٬۸۹۰ نفر جمعیت دارد و ۲۴۷ متر بالاتر از سطح دریا واقع شده‌است. این شهر ۳۰ کیلومتر (۱۹ مایل) از شمال پروجیا و ۲۰ کیلومتر (۱۲ مایل) از جنوب شهر چیتا دی کاستلو قرار دارد.

## تاریخچه
Umbertide یا منطقه اطراف آن در دوران پیش از روم و روم ساکن بوده است. در بالای مونت آکوتو یک استحکامات آمبریا ("castelliere") کشف شده است. باستان شناس قرن نوزدهمی، ماریانو گوارداباسی، حتی یک ساختمان کوچک در لامه، در حدود 1 کیلومتری مرکز شهر مدرن، به اتروسک ها نسبت داد، اگرچه این به هیچ وجه قطعی نیست. قرن ششم، ممکن است بقایای رومی در S. Maria delle Sette را به خود اختصاص دهد. در تجسم کنونی خود، Umbertide در قرن 8 یا 10 تاسیس شد، بسته به محقق. نام اصلی آن فراتا بود و نام فعلی خود را در سال 1863 به افتخار ولیعهد وقت اومبرتو و اوبرتو یا اومبرتو مارگرو توسکانی دریافت کرد که طبق سنت چهار پسرش، آدالبرتو، اینگیلبرتو، بندتو و بونیفاسیو، شهر را بازسازی کردند. 

## خواهرخوانده
شهر Tyrnavos خواهرخواندهٔ اومبرتیده هست.